# Haggraben (Forchbach)
Der Haggraben oder auch Hauptgraben ist ein linker Zufluss des Forchbaches bei Karlstein am Main im Landkreis Aschaffenburg. Er hat keine eigene Quelle, da er als stehendes Gewässer in der Bruchwiese bei Kleinostheim beginnt.

## Geographie

### Verlauf
Ab seinem ersten Zufluss, dem Bruchbach, fließt er in nördliche Richtung. Im Bereich von Waldstadt wurde in den letzten Jahren des Öfteren das Bett des Haggrabens wegen Verschlammung ausgebaggert. Im Sommer führt der Haggraben oft nur wenig, manchmal auch gar kein Wasser, da der Bruchbach in der flachen Schilflandschaft versickert. Gespeist wird das trockene Bachbett dann erst vom Rückersbach, der am Schluchthof in den Haggraben einmündet. Westlich des Häuserackerhofes fließt ihm der Rohrwiesenbach zu. In der Nähe der Autobahn 45 verlässt der Haggraben die Senke und fließt in Richtung Westen nach Karlstein, wo er in den Forchbach mündet.

### Zuflüsse
- Bruchbach (rechts, zeitweilig trocken) 3,6 km
- Rückersbach (rechts) 4,1 km
- Rohrwiesenbach (rechts, zeitweilig trocken) 2,5 km
- Plattengraben (rechts, zeitweilig trocken) 1,5 km
- Elmertsbach (rechts, zeitweilig trocken) 3,5 km

## Geschichte

### Urmaintal
Früher floss im versumpften Gebiet zwischen Kleinostheim und Dettingen, das zum Teil unter Landschaftsschutz steht, zeitweise der Main. Durch das Magdalenenhochwasser im Jahr 1342 blieb hier ein See zurück, der zwischen dem Dettinger Lindig und den Bergen bis zum Anfang der Rückersbacher Schlucht reichte. Der See war in Landkarten von 1680 und 1728 noch eingezeichnet. Heute ist das Gebiet des früheren Maintals unbewaldet und noch gut zu erkennen. Durch dieses schwere Hochwasser sollen auch Teile des heute nicht mehr bestehenden Dorfes Bruchhausen zerstört worden sein.
Dieser Urmain setzte seinen Lauf in einer Schleife um den heutigen Ort Großwelzheim fort. Ein Reststück dieser Mainschlinge ist der als Naturdenkmal ausgewiesene Lange See.

## Bildergalerie

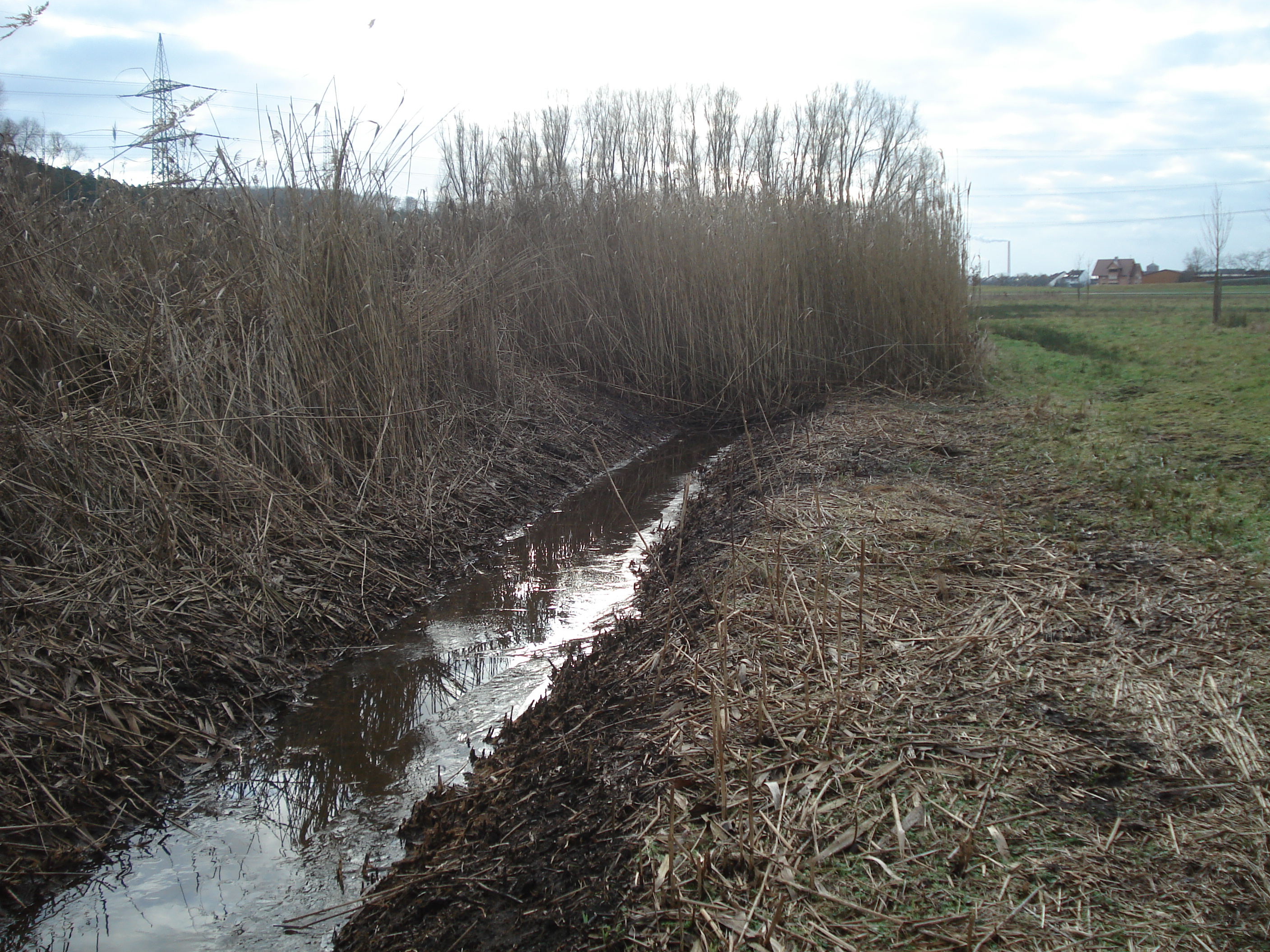
Anfang des Haggrabens
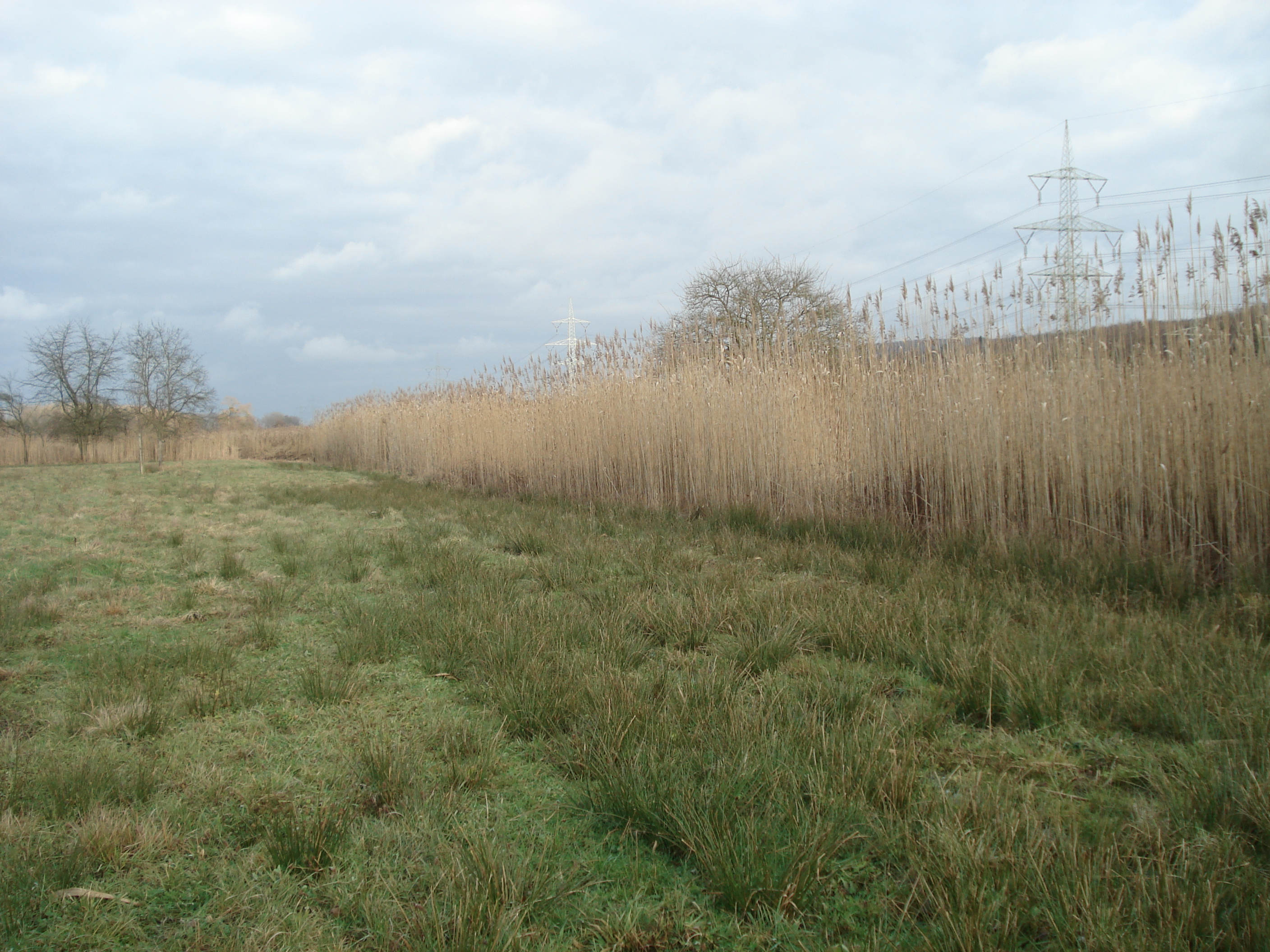
Das Schilfgebiet am Haggraben im Bereich von Waldstadt
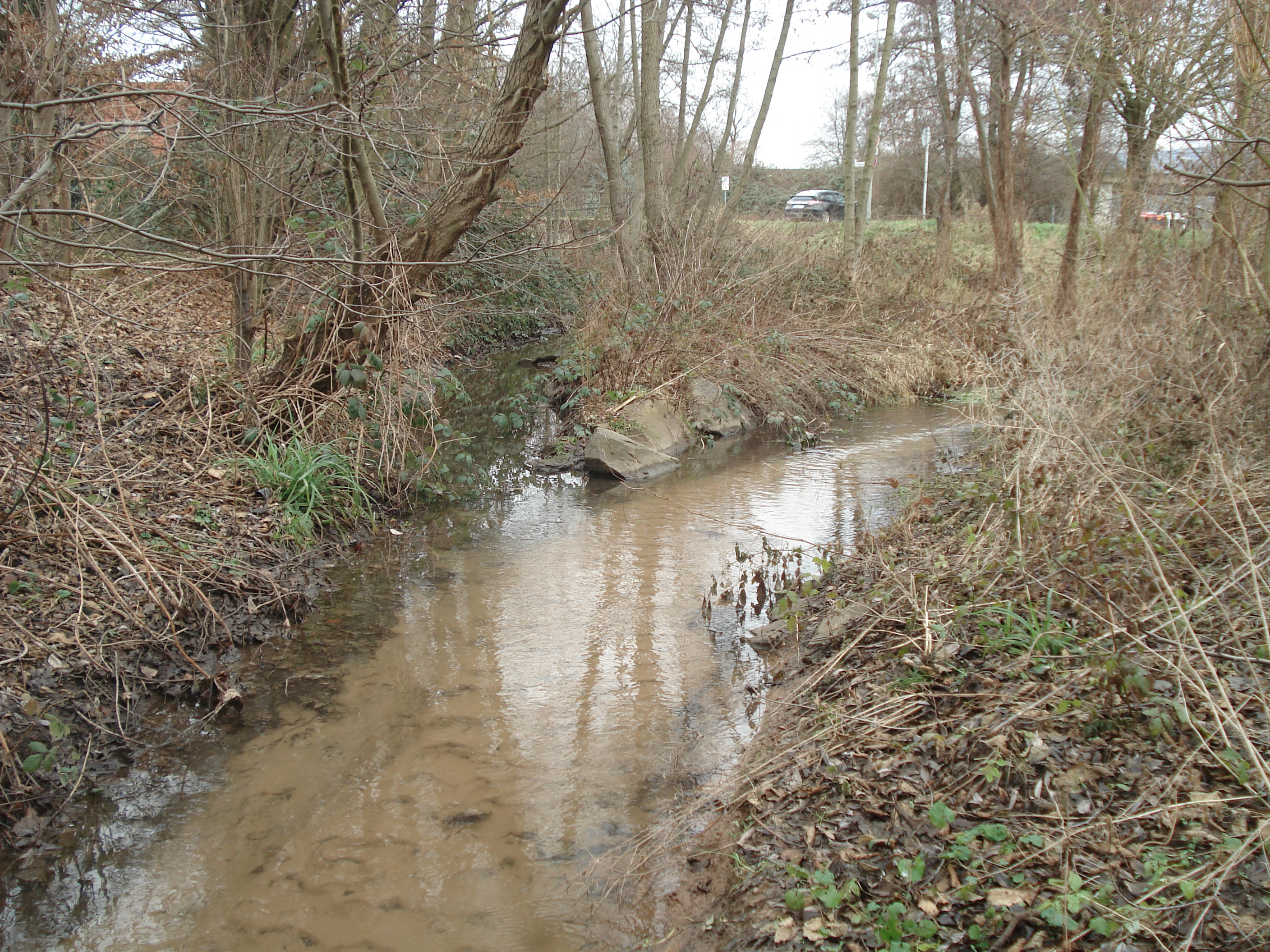
Mündung des Haggrabens (rechts), in den Forchbach (links)